# SUPŠ a VOŠ Turnov
Střední uměleckoprůmyslová škola a Vyšší odborná škola, Turnov, Skálova 373 (přezdívaná Šperkárna nebo Špéra) patří svým rokem založení (1884) mezi nejstarší umělecké školy v Čechách. Nabízí vysoce odbornou a bezplatnou komplexní teoretickou i praktickou výuku. Budova turnovské SUPŠ a VOŠ ve Skálově ulici čp. 373 je od 19. ledna 1993 zapsaná v Ústředním seznamu kulturních památek České republiky.

## Studium
Čtyřleté denní studium je ukončeno maturitní zkouškou, žáci mohou pokračovat na vyšší odborné škole. Studenti tradičně zaujímají přední příčky sympozií a soutěží v ČR i zahraničí např. kovářské sympozium v rakouském Ybbsitz, nebo Hefaiston na Helfštýně. Studenti ve větší míře pochází ze vzdálených míst ČR i ze zahraničí. Obecně platí že tvoří pevnější kolektiv, než tomu bývá na jiných školách, organizují kromě tradičního turnovského majálesu také tzv. Seznamovák a Hrátky. Jedná se o tradice, předávané po generace mimoškolně přímo studenty, doba jejich vzniku již není přesně známá.
Absolventi se navíc často, kromě kvality ve svých školních zaměřeních, vyznačují univerzálností a širokou škálou oborů, ve kterých se prosadí.
(Řemeslné obory, průmyslové obory, umělecké obory, kultura, zábava, herní průmysl, film atp.)

## Mezinárodní činnost školy
SUPŠ a VOŠ Turnov se v 60. letech podílela na založení Školy úžitkového výtvarníctva v Kremnici na Slovensku. V současnosti se podílí na založení šperkařské školy v Egyptě. Několikrát úspěšně reprezentovala Rakousko-Uherské mocnářství, Československo a ČR ve světě.
- 1904 – Světová výstava Saint Louis, USA. – Škola získala dvě zlaté medaile.

- 1925 – Světová výstava v Paříži. – Cena Grand Prix

- 1937 – Světová výstava v Paříži – Cena Grand Prix, zlatá medaile za granátové soupravy.

- 1967 – Světová výstava EXPO Montréal, Kanada. Kopie českých korunovačních klenotů, zhotovení Svatováclavské koruny.

- 1992 – Světová výstava EXPO Sevilla, Španělsko. Kopie korunky a jablka Pražského Jezulátka.

## Studijní obory

### Čtyřleté studium
- Plošné a plastické rytí kovů
- Umělecké zámečnictví a kovářství
- Zlatnictví a stříbrnictví
- Broušení a rytí drahých kamenů
- Umělecké odlévání

### Vyšší odborné studium
- Restaurování kovů, minerálů a organolitů

### Čtyřleté bakalářské studium
- Restaurování kovů a konzervování - restaurování objektů kulturního dědictví uměleckořemeslných děl. Ve spolupráci s VŠCHT Praha

## Ředitelé
- Josef Malina (1884–1899)
- Josef Mašek (1899–1921)
- Antonín Karč (1922–1939)
- Zdeněk Juna (1939–1945)
- Josef Bezemek (1945–1962)
- Jiří Prudič (1962–1970)
- Miroslav Beran (1970–1990)
- Zdeněk Rybka (1990)
- Václav Žatečka (1990–2001)
- Jiří Mašek (2001–2009)
- Jana Rulcová (od r. 2009)[2]

## Absolventi
- Miloš Ondráček – rytec pěti zahraničních a dvanácti tuzemských bankovek, vytvořil na 450 poštovních známek.
- Daniel Vávra – videoherní scenárista, designér, režisér a spolumajitel firmy Warhorse Studios. Autor videohry Mafia a RPG Kingdom Come: Deliverance.
- Petr Vydra – klubový komik, publicista, moderátor. Vystupuje v pořadu Na stojáka.
- Ladislav Kozák – akademický sochař a medailér. Autor mincí v hodnotě 10 Kč a 50 Kč. Jeho padesátikorunová mince byla vyhodnocena jako nejlepší oběžná mince světa za rok 1993.[zdroj?]
- Jan Čapek – designér, autor PET lahví Mattoni, Mattoni Sport, Kofola, Magnesia, sklenic i PET lahví pro různé pivovary (Např. rohatý půllitr Kozel)
- Petr Hannig – zpěvák, skladatel, producent, hudební vydavatel, politik. Objevil řadu zpěváků a umělců – Hanu Zaňákovou, kterou přejmenoval na Lucii Bílou, Jakuba Smolíka, Petru Černockou, Zdeňka Izera, Vítězslava Vávru, Stanislava Procházku ml., a mnoho dalších.
- Václav Fajt – malíř, grafik, rytec známek, bankovek České republiky a Slovenska.

- Rodina Kazdových – rytci, zlatníci. V malé rodinné firmě Triga-k vyrábí mj. i nejvyšší státní ocenění Řád bílého lva a Řád TGM. Dvojčata Jan a Petr – zlatníci, trenéři, jsou mnohonásobnými mistry světa a Evropy v kickboxu. (Studenti mají ve firmě Triga-k možnost zlatnické a rytecké praxe)

- Mirek „Cvanc“ Cvanciger – Kytarista. Působil ve skupině Tři sestry. Na SUPŠ a VOŠ v Turnově založil společně s Lukášem „Looky“ Klofcem kapelu Lety Mimo.
- Roman Hladík – Animátor, Art Director populárních videoher Mafia, Mafia II, Mafia III, Wings of War, Hidden & Dangerous Deluxe.
- Jiří Urban – český zlatník. Autor kopie české svatováclavské koruny, koruny Svaté říše římské a kopie sedlecké monstrance.
- Michal Cimala – sochař, designér a hudebník. Tvůrce originálních hudebních nástrojů.
- Jiří Korec – český sochař a medailér. Průkopník techniky galvanoplastiky.
- Adriana Indeana Křečková – Miss Tattoo, modelka.
- Pavel Opočenský – český tvůrce šperků z odpadu (šperk ze snowboardu, šperk z motoru, šperk z části motorky a tak podob.) Na šperkárně vyučen zlatníkem v dobách komunismu.